# Río Pámanes
El río Pámanes es un curso de agua del norte de la península ibérica, afluente del Miera. Discurre por la provincia española de Cantabria.

## Curso
El río, con una longitud de 9,6 km, tiene su nacimiento en la Sierra de Somo, a una altitud de unos 200 m, y fluye en dirección norte pasando por las cercanías de localidades como Pámanes, Anaz, Hermosa y Ceceñas.
Finalmente termina desembocando en el río Miera en las proximidades de Solares. Aparece descrito en el segundo volumen del Diccionario geográfico-estadístico-histórico de España y sus posesiones de Ultramar de Pascual Madoz de la siguiente manera:

ANAZ: r. en la prov. de Santander, part. jud. de Entrambasaguas. Nace á 1/4 de leg. del l. de Pámanes; sigue su curso en dirección al N., pasando por dicho pueblo, Anaz, Hermosa, y Ceceñas, en donde se incorpora con el r. Miera junto á la Cavada: su carrera es de 5/4 de leg., durante la cual se le reúnen algunos manantiales de poca consideración, siendo sin embargo su caudal de aguas tan escaso, que en el verano queda casi seco. Tiene 6 molinos harineros, 2 puentes de piedra de un ojo, muy ant. y de pobre fáb.; el uno en Pámanes y el otro en Hermosa, y otro de madera peonil en Anaz, pues el que había también de piedra en este pueblo, fue destruido por una avenida en el año de 1841.
(Madoz, 1845, p. 271)

Las aguas del río, perteneciente a la cuenca hidrográfica del Miera, acaban vertidas en el mar Cantábrico.